# Work Bitch
Work B**ch è una canzone della cantante e ballerina statunitense Britney Spears ed è il primo singolo dell’ottavo album  Britney Jean. La canzone è stata scritta dalla stessa Spears, da will.i.am, Sebastian Ingrosso, Otto "Knows" Jettman e da Anthony Preston.
Il brano è stato pubblicato in America il 16 settembre 2013 alle ore 00.00.

## Descrizione
Alla fine del 2012 si incominciò già a parlare di un nuovo album della Spears (e quindi di un nuovo singolo) e, difatti, nel marzo 2013 il cantante e produttore discografico will.i.am fu nominato produttore esecutivo dell'ottavo album della Spears. Successivamente la Spears assunse un proprio vocal coach e un coreografo personali, in preparazione di un nuovo singolo. Il 20 agosto sul sito ufficiale della cantante apparve un conto alla rovescia con scadenza il 17 settembre facendo pensare che fosse quella la data di pubblicazione del singolo. Il 7 settembre la cantante rivelò il titolo del brano, il quale inizialmente si pensava si dovesse intitolare Werk bitch, mentre il 10 settembre confermò che la pubblicazione del brano sarebbe avvenuta il 16 settembre alle ore 00.01. Nei giorni a seguire, inoltre, rivelò i compositori del brano e la copertina del singolo. Questa raffigura Britney in posa davanti ad uno specchio, con addosso un body e una sciarpa piumata. La canzone trapelò in rete illegalmente un giorno prima della sua pubblicazione, ossia il 15 settembre. Il countdown del sito, invece, corrisponde al giorno dell'annuncio sul noto programma televisivo Good Morning America della data di pubblicazione dell'ottavo album della cantante, che avverrà il 3 dicembre 2013, un giorno dopo il compleanno della Spears.
È il brano di apertura degli spettacoli che la Spears esegue a Las Vegas con la residency di successo  Britney: Piece of Me . È stato inserito nella colonna sonora della serie Skam Italia.

## Video musicale
Il video musicale per Work Bitch è stato girato da Ben Mor, il quale ha precedentemente lavorato per il video di Scream & Shout, altro singolo della coppia Spears/will.i.am. La cantante ha pubblicato in rete tre foto durante i giorni di registrazione del video: la prima la ritrae con un reggiseno giallo e nero e guanti neri probabilmente intenta a ballare, nella seconda la Spears indossa un bikini, nella terza si vede uno specchio (usato per la cover) e un panorama desertico. La località scelta per la registrazione del video è Malibù, in California.
Il 16 marzo 2014 è stato certificato da VEVO per aver raggiunto le 100.000.000 di visualizzazioni.

## Riconoscimenti
| World Music Awards | Miglior canzone del mondo | Candidata |
| World Music Awards | Miglior video del mondo   | Candidata |

## Successo commerciale
Poche ore dopo l'uscita, Work Bitch ha raggiunto la prima posizione della classifica iTunes in oltre 75 paesi nel mondo, tra cui l'Italia, e la seconda posizione negli USA, dietro solo a Wrecking Ball di Miley Cyrus.
Il singolo ha venduto oltre 1 000 000 copie negli USA, 130 000 copie in Corea del sud, 37 000 copie in Francia, 65 000 copie in Inghilterra, 7 500 copie in Spagna e 25 000 copie in Italia.
Complessivamente Work Bitch ha venduto nel mondo circa 2.630.000 copie.

## Classifiche
| Classifica (2013)              | Posizione massima |
| ------------------------------ | ----------------- |
| Australia                      | 22                |
| Austria                        | 37                |
| Belgio (Fiandre)               | 14                |
| Belgio (Vallonia)              | 11                |
| Canada (Canadian Hot 100)      | 5                 |
| Corea del Sud(Circle Chart)    | 3                 |
| Danimarca                      | 17                |
| Francia (SNEP)                 | 6                 |
| Germania                       | 36                |
| Irlanda (IRMA)                 | 13                |
| Italia (FIMI)                  | 6                 |
| Nuova Zelanda                  | 28                |
| Paesi Bassi                    | 2                 |
| Regno Unito                    | 7                 |
| Repubblica Ceca                | 17                |
| Slovacchia                     | 26                |
| Spagna (PROMUSICAE)            | 8                 |
| Stati Uniti(Billboard Hot 100) | 12                |
| Svezia                         | 30                |
| Svizzera                       | 25                |